# Гамлін (Техас)
Гамлін (англ. Hamlin) — місто (англ. city) в США, в округах Джонс і Фішер штату Техас. Населення — 1831 особа (2020).

## Географія
Гамлін розташований за координатами 32°53′24″ пн. ш. 100°7′57″ зх. д. / 32.89000° пн. ш. 100.13250° зх. д. (32.889987, -100.132500).  За даними Бюро перепису населення США в 2010 році місто мало площу 13,72 км², з яких 13,69 км² — суходіл та 0,03 км² — водойми.

## Демографія
Згідно з переписом 2010 року, у місті мешкали 2124 особи в 817 домогосподарствах у складі 567 родин. Густота населення становила 155 осіб/км².  Було 1041 помешкання (76/км²).
Расовий склад населення:
| - 78,0 % — білих - 8,0 % — чорних або афроамериканців - 1,0 % — корінних американців - 0,6 % — азіатів - 10,5 % — осіб інших рас |

До двох чи більше рас належало 1,9 %. Частка іспаномовних становила 28,6 % від усіх жителів.
За віковим діапазоном населення розподілялося таким чином: 27,2 % — особи молодші 18 років, 54,3 % — особи у віці 18—64 років, 18,5 % — особи у віці 65 років та старші. Медіана віку мешканця становила 40,2 року. На 100 осіб жіночої статі у місті припадало 96,5 чоловіків;  на 100 жінок у віці від 18 років та старших — 90,4 чоловіків також старших 18 років.
Середній дохід на одне домашнє господарство  становив 52 503 долари США (медіана — 38 170), а середній дохід на одну сім'ю — 62 431 долар (медіана — 54 643). Медіана доходів становила 53 438 доларів для чоловіків та 30 221 долар для жінок. За межею бідності перебувало 27,8 % осіб, у тому числі 47,5 % дітей у віці до 18 років та 15,4 % осіб у віці 65 років та старших.
Цивільне працевлаштоване населення становило 514 осіб. Основні галузі зайнятості: освіта, охорона здоров'я та соціальна допомога — 23,7 %, сільське господарство, лісництво, риболовля — 16,0 %, публічна адміністрація — 12,5 %, роздрібна торгівля — 10,5 %.